# Majeurs et Mineurs

Majeurs et Mineurs est le titre générique d'une collection d'essais par Robert de Montesquiou parue en 1917. Il est dédié au Professeur Docteur Samuel Pozzi.

## Chapitres
1. Précurseurs et Distancés (El Greco, Adolphe Monticelli, Rodolphe Bresdin)
2. L'Oiseau expiatoire (Léonard de Vinci)
3. Le Roman de la Terre et du Ciel (D'Annunzio)
4. La Pharmacie d'Académus (Michel Manzi)
5. L'île du docteur Carrel
6. La Rose noire (La Joconde)
7. L'Étoile-fleur
8. Les Larmes d'argent et les Violettes blanches
9. Une larme de soufre (Judith Gautier)
10. La Gounodyssée (Madame Weldon)
11. Dialogue des moribonds
12. Concours de légataires

## Référence
- Comte Robert de Montesquiou-Fézensac, Le Mort remontant, Émile-Paul frères, 1922, 136 pages.